# حارة بيت عامر والصبرة (صنعاء همدان)
حارة بيت عامر والصبرة هي إحدى حارات حي علو ضلاع همدان بضواحي صنعاء مديرية همدان، بلغ تعداد سكانها 631 نسمة حسب تعداد اليمن لعام 2004.